# Skorek

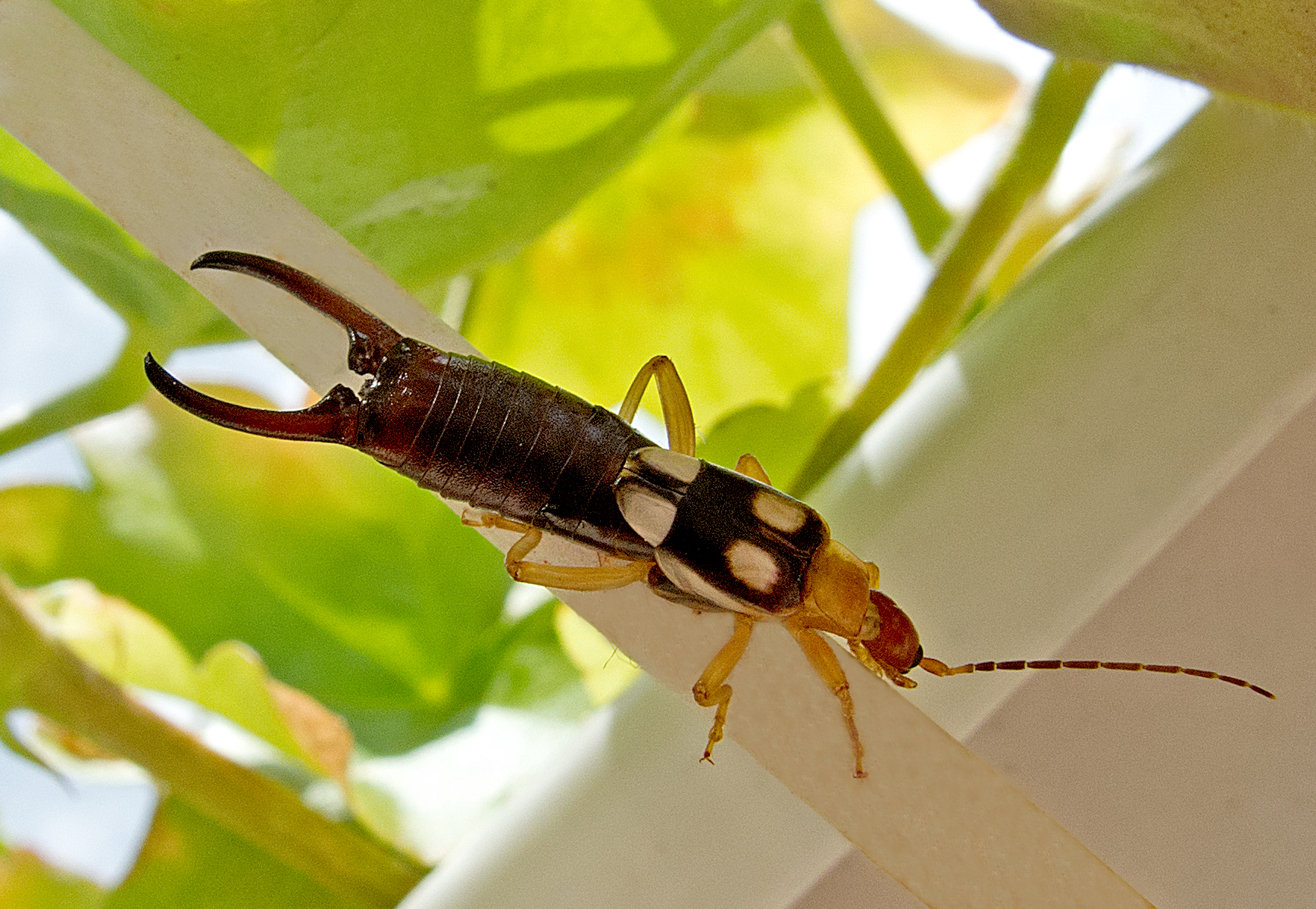
Forficula smyrnensis

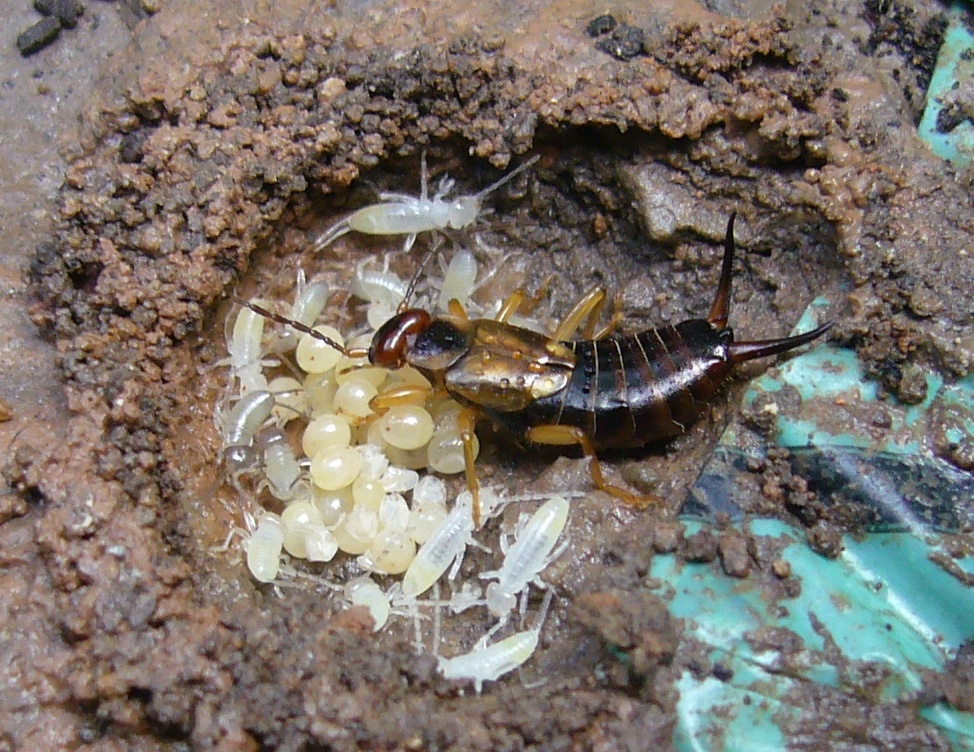
Samica skorka pospolitego, opiekująca się jajami i nimfami

Skorek (Forficula) – rodzaj skorków z rodziny skorkowatych i podrodziny Forficulinae.

## Morfologia i zasięg
Oskórek tych skorków jest głównie błyszczący, na głowie i tułowiu niepunktowany. Nabrzmiała głowa może mieć niewyraźne lub wyraźne szwy i różnych rozmiarów oczy. Czułki zbudowane są wyłącznie lub w znakomitej większości z członów cylindrycznych. Człony czułków są stosunkowo krótkie i rzadko owłosione. Dość małe przedplecze cechuje się zwykle silnie wypukłą krawędzią tylną. Pokrywy są dobrze wykształcone. Tylna para skrzydeł może być w pełni wykształcona, niewidoczna lub całkiem zanikła. Odnóża są stosunkowo krótkie. Odwłok ma boki mniej lub bardziej równoległe, czasem jest poszerzony pośrodku, natomiast u nasady jest raczej zwężony. Tergity zwykle są punktowane. Przysadki odwłokowe przekształcone są w szczypce. U samic mają one krótkie, nieuzbrojone, mniej lub bardziej się ze sobą stykające ramiona. U samców ramiona szczypiec mogą mieć różną długości i zwykle mają poszerzone, często ząbkowane krawędzie wewnętrzne. W narządach rozrodczych samców występują słabo zesklerotyzowane paramery zewnętrzne i zaopatrzona w pęcherzyk nasadowy, zwykle krótka, a rzadziej długa virga.
Większość przedstawicieli rodzaju zasiedla krainę palearktyczną. Mniej liczne gatunki zamieszkują krainy: etiopską, orientalną i australijską. Skorek pospolity zawleczony został do krainy nearktycznej na początku XX wieku.

## Taksonomia
Rodzaj ten wprowadzony został w 1758 roku przez Karola Linneusza. Należy doń około 80 opisanych gatunków:
- Forficula abbottabadiensis Bharadwaj & Kapoor, 1967
- Forficula abrutiana Borelli, 1916
- Forficula aetolica Brunner von Wattenwyl, 1882
- Forficula albertisi Dubrony, 1879
- Forficula apennina Costa, 1881
- Forficula auricularia Linnaeus, 1758 – skorek pospolity
- Forficula baijali Kapoor, 1968
- Forficula beebei Burr, 1911
- Forficula beelzebub (Burr, 1900)
- Forficula berezovskyi Bey-Bienko, 1934
- Forficula bhutanensis Brindle, 1975
- Forficula biplaga Bey-Bienko, 1959
- Forficula borellii Brindle, 1973
- Forficula brolemanni Borelli, 1907
- Forficula burgersi Günther, 1929
- Forficula calmar Steinmann, 1988
- Forficula capensis Thunberger, 1827
- Forficula cavallii (Borelli, 1906)
- Forficula cherapunjiae Kapoor, 1968
- Forficula chopardi Hincks, 1947
- Forficula cicero Steinmann, 1988
- Forficula coloniae (Burr, 1911)
- Forficula cristata Srivastava, 1982
- Forficula davidi Burr, 1905
- Forficula decipiens Géné, 1832
- Forficula doumerci Audinet-Serville, 1838
- Forficula fascinata Thunberger, 1827
- Forficula fistula Steinmann, 1990
- Forficula flavalis Brindle, 1983
- Forficula flexuosa Fabricius, 1775
- Forficula fontana Steinmann, 1988
- Forficula genitalia Kapoor, 1968
- Forficula gravelyi Burr, 1914
- Forficula greeni Burr, 1907
- Forficula harberei Burr, 1911
- Forficula hinnulea Hincks, 1947
- Forficula hiromasai Nishikawa, 1970
- Forficula iberica Steinmann, 1981
- Forficula indie Kapoor, 1968
- Forficula interrogans Burr, 1905
- Forficula jayarami Srivastava, 1972
- Forficula kambaitiensis Hincks, 1947
- Forficula kashmirensis Srivastava, 1984
- Forficula laeviforceps Chopard, 1937
- Forficula lesnei Finot, 1887
- Forficula lucasi Dohrn, 1865
- Forficula lurida Fischer, 1853
- Forficula mabillei Rochenberg, 1883
- Forficula macrobasis Bey-Bienko, 1934
- Forficula mandarina Borelli, 1915
- Forficula meenae Kapoor, 1974
- Forficula mikado Burr, 1904
- Forficula mogul Burr, 1904
- Forficula ornata de Bormans, 1884
- Forficula paratomis Steinmann, 1985
- Forficula picta Kirby, 1891
- Forficula planicollis Kirby, 1891
- Forficula puella Steinmann, 1988
- Forficula redempta Burr, 1905
- Forficula riffensis Burr, 1909
- Forficula ruficollis Fabricius, 1798
- Forficula sagitta Semenov, 1936
- Forficula schlagintweiti (Burr, 1904)
- Forficula scudderi de Bormans, 1880
- Forficula senegalensis Audinet-Serville, 1838
- Forficula silana Costa, 1881
- Forficula sinica Bey-Bienko, 1933
- Forficula smyrnensis Audinet-Serville, 1838
- Forficula splenidida Bey-Bienko, 1933
- Forficula subauricularia Bey-Bienko, 1934
- Forficula tawangensis Srivastava, 1983
- Forficula tomis (Kolenati, 1846)
- Forficula vicaria Semenov, 1902
- Forficula vilmi Steinmann, 1989
- Forficula wittmeri Srivastava, 1982